# Crum (Virginia Occidental)
Crum es un lugar designado por el censo ubicado en el condado de Wayne en el estado estadounidense de Virginia Occidental. En el Censo de 2010 tenía una población de 182 habitantes y una densidad poblacional de 137,79 personas por km².

## Geografía
Crum se encuentra ubicado en las coordenadas 37°54′34″N 82°26′49″O / 37.90944, -82.44694. Según la Oficina del Censo de los Estados Unidos, Crum tiene una superficie total de 1.32 km², de la cual 1.32 km² corresponden a tierra firme y (0%) 0 km² es agua.

## Demografía
Según el censo de 2010, había 182 personas residiendo en Crum. La densidad de población era de 137,79 hab./km². De los 182 habitantes, Crum estaba compuesto por el 98.35% blancos, el 0% eran afroamericanos, el 0% eran amerindios, el 0% eran asiáticos, el 0.55% eran isleños del Pacífico, el 0% eran de otras razas y el 1.1% pertenecían a dos o más razas. Del total de la población el 0% eran hispanos o latinos de cualquier raza.